# Élections cantonales de 1998 dans l'Essonne
Les élections cantonales dans l'Essonne se sont déroulées les dimanches 15 et 22 mars 1998. Elles avaient pour but d’élire la moitié des conseillers généraux du département français de l’Essonne qui siégeaient au conseil général de l'Essonne pour un mandat de six années.

## Contexte départemental

### Assemblée départementale sortante

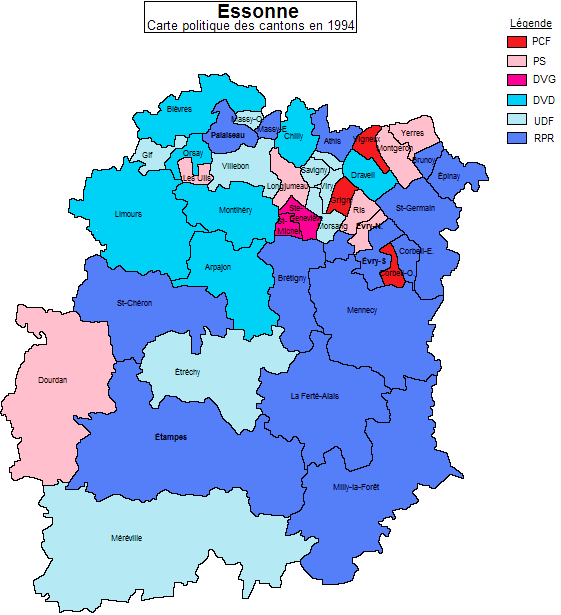
Répartition géographique et politique des conseillers généraux de l’Essonne en 1994.

Avant les élections, le conseil général de l'Essonne était présidé par le RPR Xavier Dugoin. L’assemblée départementale comptait quarante-deux conseillers généraux issus des quarante-deux cantons de l’Essonne. Vingt-et-un d’entre eux étaient renouvelables lors de ces élections.
| Parti                              | Sigle | Élus |
| ---------------------------------- | ----- | ---- |
| Majorité (30 sièges)               |       |      |
| Rassemblement pour la République   | RPR   | 14   |
| Union pour la démocratie française | UDF   | 9    |
| Divers droite                      | DVD   | 7    |
| Opposition (12 sièges)             |       |      |
| Parti socialiste                   | PS    | 7    |
| Parti communiste français          | PCF   | 3    |
| Divers gauche                      | DVG   | 2    |
| Président du conseil général       |       |      |
| Xavier Dugoin (RPR)                |       |      |

## Résultats à l’échelle du département
Répartition départementale des résultats (2e tour).
- PCF (10,31 %)
- PS (44,82 %)
- UDF (8,02 %)
- DVD (16,26 %)
- RPR (8,85 %)
- FN (11,73 %)

| Étiquette      | Étiquette                          | Premier tour | Premier tour | Second tour | Second tour | Sièges |
| Étiquette      | Étiquette                          | Voix         | %            | Voix        | %           | Sièges |
| -------------- | ---------------------------------- | ------------ | ------------ | ----------- | ----------- | ------ |
|                | Parti socialiste                   | 43 963       | 25,39        | 64 212      | 44,82       | 12     |
|                | Parti communiste français          | 16 572       | 9,57         | 14 778      | 10,31       | 4      |
|                | Les Verts                          | 9 191        | 5,31         |             |             |        |
|                | Divers gauche                      | 8 374        | 4,84         | 0           | 0,00        | 1      |
|                | Extrême gauche                     | 4 060        | 2,34         |             |             |        |
|                | Mouvement des citoyens             | 3 017        | 1,74         |             |             |        |
|                | Parti radical de gauche            | 626          | 0,36         |             |             |        |
| Gauche         | Gauche                             | 85 803       | 49,55        | 78 990      | 55,13       | 17     |
|                |                                    |              |              |             |             |        |
|                | Divers droite                      | 28 969       | 16,73        | 23 301      | 16,26       | 2      |
|                | Front national                     | 28 671       | 16,56        | 16 802      | 11,73       | 0      |
|                | Rassemblement pour la République   | 18 062       | 10,43        | 12 683      | 8,85        | 1      |
|                | Union pour la démocratie française | 11 026       | 6,37         | 11 495      | 8,02        | 1      |
|                | Extrême droite                     | 306          | 0,18         |             |             |        |
| Droite         | Droite                             | 87 034       | 50,27        | 64 281      | 44,86       | 4      |
|                |                                    |              |              |             |             |        |
| Inscrits       | Inscrits                           | 319 027      | 100,00       | 290 806     | 100,00      |        |
| Abstentions    | Abstentions                        | 139 416      | 43,70        | 138 964     | 47,79       |        |
| Votants        | Votants                            | 179 611      | 56,30        | 151 842     | 52,21       |        |
| Blancs et nuls | Blancs et nuls                     | 6 473        | 3,60         | 8 571       | 5,64        |        |
| Exprimés       | Exprimés                           | 173 138      | 96,40        | 143 271     | 94,36       |        |

### Résultats en nombre de sièges
| Groupes | Groupes                            | Sièges précédents | Nouveaux élus | Évolution       |
| ------- | ---------------------------------- | ----------------- | ------------- | --------------- |
|         | Communistes                        | 3                 | 4             | en augmentation |
|         | Divers droite                      | 7                 | 5             | en diminution   |
|         | Divers gauche                      | 2                 | 2             | en stagnation   |
|         | Parti socialiste                   | 7                 | 19            | en augmentation |
|         | Rassemblement pour la République   | 14                | 9             | en diminution   |
|         | Union pour la démocratie française | 9                 | 3             | en diminution   |

### Assemblée départementale à l’issue des élections

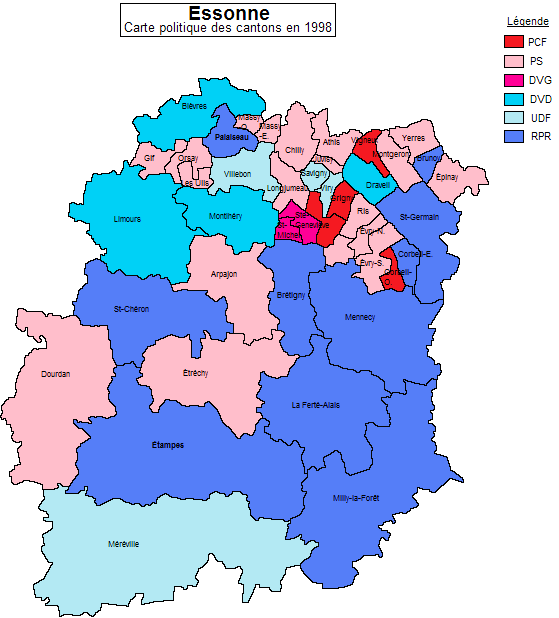
Répartition géographique et politique des conseillers généraux de l’Essonne en 1998.

Après les élections, le conseil général de l'Essonne était présidé par le socialiste Michel Berson, à la tête d’une nouvelle majorité socialiste, complétée d’un groupe communiste renforcé et d’un groupe divers gauche stable, face à une nouvelle opposition composée d’élus du RPR et de l’UDF, et d’un groupe divers droite affaibli.
| Parti                              | Sigle | Élus |
| ---------------------------------- | ----- | ---- |
| Majorité (25 sièges)               |       |      |
| Parti socialiste                   | PS    | 18   |
| Parti communiste français          | PCF   | 5    |
| Divers gauche                      | DVG   | 2    |
| Europe Écologie Les Verts          | EELV  | 1    |
| Opposition (17 sièges)             |       |      |
| Rassemblement pour la République   | RPR   | 6    |
| Divers droite                      | DVD   | 6    |
| Union pour la démocratie française | UDF   | 5    |
| Président du conseil général       |       |      |
| Michel Berson (PS)                 |       |      |

## Résultats par canton

### Canton d'Arpajon
- Conseiller général sortant dans le canton d'Arpajon : Guy Clausier-Demannoury (DVD)
- Conseiller général élu dans le canton d’Arpajon : Monique Goguelat (PS)

| Candidats      | Candidats               | Étiquette      | Premier tour | Premier tour | Second tour | Second tour |
| Candidats      | Candidats               | Étiquette      | Voix         | %            | Voix        | %           |
| -------------- | ----------------------- | -------------- | ------------ | ------------ | ----------- | ----------- |
|                | Guy Clausier-Demannoury | DVD            | 2 880        | 23,07        | 5 332       | 49,34       |
|                | Monique Goguelat        | PS             | 2 747        | 22,01        | 5 474       | 50,66       |
|                | Natalie Jannin          | FN             | 2 204        | 17,66        |             |             |
|                | Bernard Filleul         | DVG            | 1 668        | 13,36        |             |             |
|                | Jean Saint-Étienne      | PCF            | 1 432        | 11,47        |             |             |
|                | Philippe Brun           | DVD            | 1 127        | 9,03         |             |             |
|                | Jean Coudeur            | MDC            | 424          | 3,40         |             |             |
|                |                         |                |              |              |             |             |
| Inscrits       | Inscrits                | Inscrits       | 23 742       | 100,00       | 23 742      | 100,00      |
| Abstentions    | Abstentions             | Abstentions    | 10 715       | 45,13        | 12 266      | 51,66       |
| Votants        | Votants                 | Votants        | 13 027       | 54,87        | 11 476      | 48,34       |
| Blancs et nuls | Blancs et nuls          | Blancs et nuls | 545          | 4,18         | 670         | 5,84        |
| Exprimés       | Exprimés                | Exprimés       | 12 482       | 95,82        | 10 806      | 94,16       |

### Canton d'Athis-Mons
- Conseiller général sortant dans le canton d'Athis-Mons : René L’Helguen (RPR)
- Conseiller général élu dans le canton d’Athis-Mons : Patrice Sac (PS)

| Candidats      | Candidats          | Étiquette      | Premier tour | Premier tour | Second tour | Second tour |
| Candidats      | Candidats          | Étiquette      | Voix         | %            | Voix        | %           |
| -------------- | ------------------ | -------------- | ------------ | ------------ | ----------- | ----------- |
|                | Patrice Sac        | PS             | 2 952        | 26,55        | 5 928       | 60,12       |
|                | Thierry Auriat     | FN             | 2 062        | 18,55        | 3 933       | 39,88       |
|                | Paul Scialom       | RPR            | 1 773        | 15,95        |             |             |
|                | Alain Pisani       | DVD            | 1 019        | 9,17         |             |             |
|                | Alain Floch        | PCF            | 854          | 7,68         |             |             |
|                | Marc Sagetat       | Verts          | 716          | 6,44         |             |             |
|                | Jacques Bertocchi  | DVD            | 507          | 4,56         |             |             |
|                | Antoine Guiseppone | DVD            | 487          | 4,38         |             |             |
|                | Jean-Marie Machet  | DVG            | 385          | 3,46         |             |             |
|                | Mayer Nakache      | DVD            | 362          | 3,26         |             |             |
|                |                    |                |              |              |             |             |
| Inscrits       | Inscrits           | Inscrits       | 20 985       | 100,00       | 20 985      | 100,00      |
| Abstentions    | Abstentions        | Abstentions    | 9 438        | 44,97        | 10 128      | 48,26       |
| Votants        | Votants            | Votants        | 11 547       | 55,03        | 10 857      | 51,74       |
| Blancs et nuls | Blancs et nuls     | Blancs et nuls | 430          | 3,72         | 996         | 9,17        |
| Exprimés       | Exprimés           | Exprimés       | 11 117       | 96,28        | 9 861       | 90,83       |

### Canton de Chilly-Mazarin
- Conseiller général sortant dans le canton de Chilly-Mazarin : Claude Bigot (DVD)
- Conseiller général élu dans le canton de Chilly-Mazarin : Gérard Funès (PS)

| Candidats      | Candidats          | Étiquette      | Premier tour | Premier tour | Second tour | Second tour |
| Candidats      | Candidats          | Étiquette      | Voix         | %            | Voix        | %           |
| -------------- | ------------------ | -------------- | ------------ | ------------ | ----------- | ----------- |
|                | Gérard Funès       | PS             | 5 234        | 46,87        | 5 926       | 60,84       |
|                | Richard Trinquier  | DVD            | 2 092        | 18,73        | 3 814       | 39,16       |
|                | Roger Douce        | FN             | 1 766        | 15,81        |             |             |
|                | Roger Vayrac       | DVD            | 1 325        | 11,87        |             |             |
|                | M. Placidet        | PCF            | 477          | 4,27         |             |             |
|                | Bernard Personnier | DVD            | 273          | 2,44         |             |             |
|                |                    |                |              |              |             |             |
| Inscrits       | Inscrits           | Inscrits       | 21 183       | 100,00       | 21 183      | 100,00      |
| Abstentions    | Abstentions        | Abstentions    | 9 724        | 45,90        | 11 080      | 52,31       |
| Votants        | Votants            | Votants        | 11 459       | 54,10        | 10 103      | 47,69       |
| Blancs et nuls | Blancs et nuls     | Blancs et nuls | 292          | 2,55         | 363         | 3,59        |
| Exprimés       | Exprimés           | Exprimés       | 11 167       | 97,45        | 9 740       | 96,41       |

### Canton de Corbeil-Essonnes-Ouest
- Conseiller général sortant dans le canton de Corbeil-Essonnes-Ouest : Marie-Anne Lesage (PCF)
- Conseiller général élu dans le canton de Corbeil-Essonnes-Ouest : Bruno Piriou (PCF)

| Candidats      | Candidats         | Étiquette      | Premier tour | Premier tour | Second tour | Second tour |
| Candidats      | Candidats         | Étiquette      | Voix         | %            | Voix        | %           |
| -------------- | ----------------- | -------------- | ------------ | ------------ | ----------- | ----------- |
|                | Bruno Piriou      | PCF            | 1 621        | 27,42        | 2 820       | 49,37       |
|                | Geneviève Savelli | RPR            | 1 282        | 21,68        | 1 878       | 32,88       |
|                | Jacques Olivier   | FN             | 1 145        | 19,37        | 1 014       | 17,75       |
|                | Serge Dantu       | DVD            | 753          | 12,74        |             |             |
|                | Jean-Luc Raymond  | PRG            | 626          | 10,59        |             |             |
|                | Alain Boissinot   | Verts          | 485          | 8,20         |             |             |
|                |                   |                |              |              |             |             |
| Inscrits       | Inscrits          | Inscrits       | 11 115       | 100,00       | 11 115      | 100,00      |
| Abstentions    | Abstentions       | Abstentions    | 4 951        | 44,54        | 5 209       | 46,86       |
| Votants        | Votants           | Votants        | 6 164        | 55,46        | 5 906       | 53,14       |
| Blancs et nuls | Blancs et nuls    | Blancs et nuls | 252          | 4,09         | 194         | 3,28        |
| Exprimés       | Exprimés          | Exprimés       | 5 912        | 95,91        | 5 712       | 96,72       |

### Canton de Dourdan
- Conseiller général sortant dans le canton de Dourdan : Yves Tavernier (PS)
- Conseiller général élu dans le canton de Dourdan : Joël Chardine (PS)

| Candidats      | Candidats          | Étiquette      | Premier tour | Premier tour | Second tour | Second tour |
| Candidats      | Candidats          | Étiquette      | Voix         | %            | Voix        | %           |
| -------------- | ------------------ | -------------- | ------------ | ------------ | ----------- | ----------- |
|                | Joël Chardine      | PS             | 2 018        | 35,72        | 2 801       | 50,83       |
|                | Dominique Écharoux | RPR            | 1 997        | 35,35        | 2 709       | 49,17       |
|                | François Salanié   | FN             | 794          | 14,05        |             |             |
|                | Claudine Desaintdo | PCF            | 310          | 5,49         |             |             |
|                | Jean-Paul Delaune  | DVD            | 259          | 4,58         |             |             |
|                | M. Chauvelin       | DVD            | 189          | 3,35         |             |             |
|                | M. N'Guyen         | EXD            | 83           | 1,47         |             |             |
|                |                    |                |              |              |             |             |
| Inscrits       | Inscrits           | Inscrits       | 9 612        | 100,00       | 9 612       | 100,00      |
| Abstentions    | Abstentions        | Abstentions    | 3 693        | 38,42        | 3 790       | 39,43       |
| Votants        | Votants            | Votants        | 5 919        | 61,58        | 5 822       | 60,57       |
| Blancs et nuls | Blancs et nuls     | Blancs et nuls | 269          | 4,54         | 312         | 5,36        |
| Exprimés       | Exprimés           | Exprimés       | 5 650        | 95,46        | 5 510       | 94,64       |

### Canton de Draveil
- Conseiller général sortant dans le canton de Draveil : Jean Tournier-Lasserve (DVD)
- Conseiller général élu dans le canton de Draveil : Geneviève Izard-Lebourg (DVD)

| Candidats      | Candidats               | Étiquette      | Premier tour | Premier tour | Second tour | Second tour |
| Candidats      | Candidats               | Étiquette      | Voix         | %            | Voix        | %           |
| -------------- | ----------------------- | -------------- | ------------ | ------------ | ----------- | ----------- |
|                | Geneviève Izard-Lebourg | DVD            | 3 186        | 33,38        | 4 692       | 52,01       |
|                | Jean-Jacques Lejeune    | PS             | 2 622        | 27,47        | 4 329       | 47,99       |
|                | Sophie Lespagnon        | FN             | 1 578        | 16,53        |             |             |
|                | Michel Gruber           | Verts          | 989          | 10,36        |             |             |
|                | Jacques Soubiran        | PCF            | 780          | 8,17         |             |             |
|                | Serge Bareyt            | MDC            | 180          | 1,69         |             |             |
|                |                         |                |              |              |             |             |
| Inscrits       | Inscrits                | Inscrits       | 17 919       | 100,00       | 17 919      | 100,00      |
| Abstentions    | Abstentions             | Abstentions    | 8 085        | 45,12        | 8 485       | 47,35       |
| Votants        | Votants                 | Votants        | 9 834        | 54,88        | 9 434       | 52,65       |
| Blancs et nuls | Blancs et nuls          | Blancs et nuls | 289          | 2,94         | 413         | 4,38        |
| Exprimés       | Exprimés                | Exprimés       | 9 545        | 97,06        | 9 021       | 95,62       |

### Canton d'Épinay-sous-Sénart
- Conseiller général sortant dans le canton d'Épinay-sous-Sénart : Daniel Lobry (RPR)
- Conseiller général élu dans le canton d’Épinay-sous-Sénart : Richard Messina (PS)

| Candidats      | Candidats            | Étiquette      | Premier tour | Premier tour | Second tour | Second tour |
| Candidats      | Candidats            | Étiquette      | Voix         | %            | Voix        | %           |
| -------------- | -------------------- | -------------- | ------------ | ------------ | ----------- | ----------- |
|                | Richard Messina      | PS             | 3 162        | 37,77        | 4 002       | 51,03       |
|                | Daniel Lobry         | RPR            | 2 329        | 27,82        | 2 421       | 30,87       |
|                | Jean-Paul Legangneux | FN             | 1 690        | 20,19        | 1 420       | 18,11       |
|                | Isabelle Voisin      | PCF            | 662          | 7,91         |             |             |
|                | Roland Guillier      | DVG            | 501          | 5,98         |             |             |
|                | Jacques-Louis Dôle   | DVD            | 28           | 0,33         |             |             |
|                |                      |                |              |              |             |             |
| Inscrits       | Inscrits             | Inscrits       | 16 396       | 100,00       | 16 396      | 100,00      |
| Abstentions    | Abstentions          | Abstentions    | 7 688        | 46,89        | 8 278       | 50,49       |
| Votants        | Votants              | Votants        | 8 708        | 53,11        | 8 118       | 49,51       |
| Blancs et nuls | Blancs et nuls       | Blancs et nuls | 336          | 3,86         | 275         | 3,39        |
| Exprimés       | Exprimés             | Exprimés       | 8 372        | 96,14        | 7 843       | 96,61       |

### Canton d'Étréchy
- Conseiller général sortant dans le canton d'Étréchy : Lucien Sergent (UDF)
- Conseiller général élu dans le canton d’Étréchy : Claire-Lise Campion (PS)

| Candidats      | Candidats           | Étiquette      | Premier tour | Premier tour | Second tour | Second tour |
| Candidats      | Candidats           | Étiquette      | Voix         | %            | Voix        | %           |
| -------------- | ------------------- | -------------- | ------------ | ------------ | ----------- | ----------- |
|                | Claire-Lise Campion | PS             | 2 676        | 34,19        | 4 135       | 57,79       |
|                | Claude Casagrande   | UDF            | 1 722        | 22,00        | 3 020       | 42,21       |
|                | Julien Bourgeois    | DVD            | 1 301        | 16,62        |             |             |
|                | Jacques Met         | FN             | 1 207        | 15,42        |             |             |
|                | Daniel Mangeant     | PCF            | 705          | 9,01         |             |             |
|                | Dominique Lorenzi   | DVD            | 216          | 2,76         |             |             |
|                |                     |                |              |              |             |             |
| Inscrits       | Inscrits            | Inscrits       | 13 123       | 100,00       | 13 123      | 100,00      |
| Abstentions    | Abstentions         | Abstentions    | 5 017        | 38,23        | 5 574       | 42,48       |
| Votants        | Votants             | Votants        | 8 106        | 61,77        | 7 549       | 57,52       |
| Blancs et nuls | Blancs et nuls      | Blancs et nuls | 279          | 3,44         | 394         | 5,22        |
| Exprimés       | Exprimés            | Exprimés       | 7 827        | 96,56        | 7 155       | 94,78       |

### Canton d'Évry-Sud
- Conseiller général sortant dans le canton d'Évry-Sud : Henry Marcille (RPR)
- Conseiller général élu dans le canton d’Évry-Sud : Jean-Pierre Vervant (PS)

| Candidats      | Candidats           | Étiquette      | Premier tour | Premier tour | Second tour | Second tour |
| Candidats      | Candidats           | Étiquette      | Voix         | %            | Voix        | %           |
| -------------- | ------------------- | -------------- | ------------ | ------------ | ----------- | ----------- |
|                | Jean-Pierre Vervant | PS             | 3 769        | 34,53        | 6 691       | 68,43       |
|                | Gillette Gruere     | FN             | 2 234        | 20,47        | 3 087       | 31,57       |
|                | Nicolas Weibel      | RPR            | 2 085        | 19,10        |             |             |
|                | Danielle Valéro     | Verts          | 1 094        | 10,02        |             |             |
|                | Jean-Claude Laurent | PCF            | 711          | 6,51         |             |             |
|                | Annie Callais       | MDC            | 338          | 3,10         |             |             |
|                | Marianne Inayetian  | EXG            | 298          | 2,73         |             |             |
|                | Bernard Beaudet     | DVD            | 297          | 2,72         |             |             |
|                | M. Rueda            | EXD            | 89           | 0,82         |             |             |
|                |                     |                |              |              |             |             |
| Inscrits       | Inscrits            | Inscrits       | 21 960       | 100,00       | 21 960      | 100,00      |
| Abstentions    | Abstentions         | Abstentions    | 10 637       | 48,44        | 11 380      | 51,82       |
| Votants        | Votants             | Votants        | 11 323       | 51,56        | 10 580      | 48,18       |
| Blancs et nuls | Blancs et nuls      | Blancs et nuls | 408          | 3,60         | 802         | 7,58        |
| Exprimés       | Exprimés            | Exprimés       | 10 915       | 96,40        | 9 778       | 92,42       |

### Canton de Gif-sur-Yvette
- Conseiller général sortant dans le canton de Gif-sur-Yvette : Michel Pelchat (UDF)
- Conseiller général élu dans le canton de Gif-sur-Yvette : Louis Sangouard (PS)

| Candidats      | Candidats           | Étiquette      | Premier tour | Premier tour | Second tour | Second tour |
| Candidats      | Candidats           | Étiquette      | Voix         | %            | Voix        | %           |
| -------------- | ------------------- | -------------- | ------------ | ------------ | ----------- | ----------- |
|                | Michel Pelchat      | UDF            | 3 357        | 40,37        | 3 674       | 49,26       |
|                | Louis Sangouard     | PS             | 2 558        | 30,76        | 3 785       | 50,74       |
|                | Dominique Lalanne   | Verts          | 1 117        | 13,43        |             |             |
|                | Stanislas Berteloot | FN             | 769          | 9,25         |             |             |
|                | François Romain     | MDC            | 514          | 6,18         |             |             |
|                |                     |                |              |              |             |             |
| Inscrits       | Inscrits            | Inscrits       | 15 326       | 100,00       | 15 326      | 100,00      |
| Abstentions    | Abstentions         | Abstentions    | 6 651        | 43,40        | 7 514       | 49,03       |
| Votants        | Votants             | Votants        | 8 675        | 56,60        | 7 812       | 50,97       |
| Blancs et nuls | Blancs et nuls      | Blancs et nuls | 360          | 4,15         | 353         | 4,52        |
| Exprimés       | Exprimés            | Exprimés       | 8 315        | 95,85        | 7 459       | 95,48       |

### Canton de Grigny
- Conseiller général sortant dans le canton de Grigny : Claude Vazquez (PCF)
- Conseiller général élu dans le canton de Grigny : Claude Vazquez (PCF)

| Candidats      | Candidats        | Étiquette      | Premier tour | Premier tour | Second tour | Second tour |
| Candidats      | Candidats        | Étiquette      | Voix         | %            | Voix        | %           |
| -------------- | ---------------- | -------------- | ------------ | ------------ | ----------- | ----------- |
|                | Claude Vazquez   | PCF            | 1 516        | 31,41        | 2 861       | 66,24       |
|                | Claire Robillard | PS             | 1 421        | 29,44        | Retrait     | Retrait     |
|                | Jean-Pierre Noël | FN             | 1 110        | 23,00        | 1 458       | 33,76       |
|                | Joël Roret       | Verts          | 611          | 12,66        |             |             |
|                | Zeina Bouzid     | EXG            | 168          | 3,48         |             |             |
|                |                  |                |              |              |             |             |
| Inscrits       | Inscrits         | Inscrits       | 9 283        | 100,00       | 9 283       | 100,00      |
| Abstentions    | Abstentions      | Abstentions    | 4 270        | 46,00        | 4 603       | 49,59       |
| Votants        | Votants          | Votants        | 5 013        | 54,00        | 4 680       | 50,41       |
| Blancs et nuls | Blancs et nuls   | Blancs et nuls | 187          | 3,73         | 361         | 7,71        |
| Exprimés       | Exprimés         | Exprimés       | 4 826        | 96,27        | 4 319       | 92,29       |

### Canton de Juvisy-sur-Orge
- Conseiller général sortant dans le canton de Juvisy-sur-Orge : Claude Petit (UDF)
- Conseiller général élu dans le canton de Juvisy-sur-Orge : Étienne Chaufour (PS)

| Candidats      | Candidats             | Étiquette      | Premier tour | Premier tour | Second tour | Second tour |
| Candidats      | Candidats             | Étiquette      | Voix         | %            | Voix        | %           |
| -------------- | --------------------- | -------------- | ------------ | ------------ | ----------- | ----------- |
|                | Étienne Chaufour      | PS             | 2 659        | 36,14        | 3 749       | 52,44       |
|                | Michèle Adam          | RPR            | 2 447        | 33,26        | 3 359       | 46,99       |
|                | Thierry Debien        | FN             | 1 360        | 18,48        | 41          | 0,57        |
|                | Jean-Michel Leterrier | PCF            | 709          | 9,64         |             |             |
|                | Gilles Fraudin        | EXG            | 183          | 2,49         |             |             |
|                |                       |                |              |              |             |             |
| Inscrits       | Inscrits              | Inscrits       | 13 395       | 100,00       | 13 395      | 100,00      |
| Abstentions    | Abstentions           | Abstentions    | 5 828        | 43,51        | 5 888       | 43,96       |
| Votants        | Votants               | Votants        | 7 567        | 56,49        | 7 507       | 56,04       |
| Blancs et nuls | Blancs et nuls        | Blancs et nuls | 209          | 2,76         | 358         | 4,77        |
| Exprimés       | Exprimés              | Exprimés       | 7 358        | 97,24        | 7 149       | 95,23       |

### Canton de Massy-Est
- Conseiller général sortant dans le canton de Massy-Est : Odile Moirin (RPR)
- Conseiller général élu dans le canton de Massy-Est : Jérôme Guedj (PS)

| Candidats      | Candidats                | Étiquette      | Premier tour | Premier tour | Second tour | Second tour |
| Candidats      | Candidats                | Étiquette      | Voix         | %            | Voix        | %           |
| -------------- | ------------------------ | -------------- | ------------ | ------------ | ----------- | ----------- |
|                | Jérôme Guedj             | PS             | 2 078        | 35,49        | 2 935       | 55,89       |
|                | Henry Quaghebeur         | RPR            | 1 709        | 29,19        | 2 316       | 44,11       |
|                | Jacques Pecriaux-Deroeux | FN             | 875          | 14,94        |             |             |
|                | Stéphane Pocrain         | Verts          | 421          | 7,19         |             |             |
|                | Thierry Doulaud          | PCF            | 382          | 6,52         |             |             |
|                | Francis Mateos           | EXG            | 301          | 5,14         |             |             |
|                | Marc Sauterey            | EXG            | 89           | 1,52         |             |             |
|                |                          |                |              |              |             |             |
| Inscrits       | Inscrits                 | Inscrits       | 10 968       | 100,00       | 10 968      | 100,00      |
| Abstentions    | Abstentions              | Abstentions    | 4 955        | 45,18        | 5 447       | 49,66       |
| Votants        | Votants                  | Votants        | 6 013        | 54,82        | 5 521       | 50,34       |
| Blancs et nuls | Blancs et nuls           | Blancs et nuls | 158          | 2,63         | 270         | 4,89        |
| Exprimés       | Exprimés                 | Exprimés       | 5 855        | 97,37        | 5 251       | 95,11       |

### Canton de Massy-Ouest
- Conseiller général sortant dans le canton de Massy-Ouest : Vincent Delahaye (UDF)
- Conseiller général élu dans le canton de Massy-Ouest : Jean-Luc Mélenchon (PS)

| Candidats      | Candidats          | Étiquette      | Premier tour | Premier tour | Second tour | Second tour |
| Candidats      | Candidats          | Étiquette      | Voix         | %            | Voix        | %           |
| -------------- | ------------------ | -------------- | ------------ | ------------ | ----------- | ----------- |
|                | Vincent Delahaye   | UDF            | 2 104        | 35,10        | 2 631       | 47,13       |
|                | Jean-Luc Mélenchon | PS             | 1 851        | 30,88        | 2 951       | 52,87       |
|                | Guy Bonneau        | Verts          | 715          | 11,93        |             |             |
|                | M. Rouxel          | FN             | 583          | 9,73         |             |             |
|                | Jean-Pierre Paint  | PCF            | 418          | 6,97         |             |             |
|                | M. Daniel          | MDC            | 150          | 2,50         |             |             |
|                | Anne Duceux        | EXG            | 144          | 2,40         |             |             |
|                | Pierre Deplanque   | EXD            | 29           | 0,48         |             |             |
|                |                    |                |              |              |             |             |
| Inscrits       | Inscrits           | Inscrits       | 10 793       | 100,00       | 10 793      | 100,00      |
| Abstentions    | Abstentions        | Abstentions    | 4 658        | 43,16        | 4 968       | 46,03       |
| Votants        | Votants            | Votants        | 6 135        | 56,84        | 5 825       | 53,97       |
| Blancs et nuls | Blancs et nuls     | Blancs et nuls | 141          | 2,30         | 243         | 4,17        |
| Exprimés       | Exprimés           | Exprimés       | 5 994        | 97,70        | 5 582       | 95,83       |

### Canton de Méréville
- Conseiller général sortant dans le canton de Méréville : Philippe Allaire (UDF)
- Conseiller général élu dans le canton de Méréville : Philippe Allaire (UDF)

| Candidats      | Candidats         | Étiquette      | Premier tour | Premier tour | Second tour | Second tour |
| Candidats      | Candidats         | Étiquette      | Voix         | %            | Voix        | %           |
| -------------- | ----------------- | -------------- | ------------ | ------------ | ----------- | ----------- |
|                | Philippe Allaire  | UDF            | 1 453        | 24,99        | 2 170       | 39,72       |
|                | Sébastien Lepetit | PS             | 1 348        | 23,18        | 2 113       | 38,68       |
|                | Louis Auroux      | DVD            | 1 043        | 17,94        | Retrait     | Retrait     |
|                | Michèle Sakoschek | FN             | 995          | 17,11        | 1 180       | 21,60       |
|                | Marie Poisson     | DVD            | 521          | 8,96         |             |             |
|                | Alain Guermonprez | DVD            | 455          | 7,82         |             |             |
|                |                   |                |              |              |             |             |
| Inscrits       | Inscrits          | Inscrits       | 9 512        | 100,00       | 9 512       | 100,00      |
| Abstentions    | Abstentions       | Abstentions    | 3 239        | 34,05        | 3 769       | 39,62       |
| Votants        | Votants           | Votants        | 6 273        | 65,95        | 5 743       | 60,38       |
| Blancs et nuls | Blancs et nuls    | Blancs et nuls | 458          | 7,30         | 280         | 4,88        |
| Exprimés       | Exprimés          | Exprimés       | 5 815        | 92,70        | 5 463       | 95,12       |

### Canton de Milly-la-Forêt
- Conseiller général sortant dans le canton de Milly-la-Forêt : Jean-Jacques Boussaingault (RPR)
- Conseiller général élu dans le canton de Milly-la-Forêt : Jean-Jacques Boussaingault (RPR)

| Candidats      | Candidats                  | Étiquette      | Premier tour | Premier tour |
| Candidats      | Candidats                  | Étiquette      | Voix         | %            |
| -------------- | -------------------------- | -------------- | ------------ | ------------ |
|                | Jean-Jacques Boussaingault | RPR            | 2 803        | 50,18        |
|                | Émilie Deson               | Verts          | 1 639        | 29,34        |
|                | Gaëtan de Fresnoye         | FN             | 1 144        | 20,48        |
|                |                            |                |              |              |
| Inscrits       | Inscrits                   | Inscrits       | 9 700        | 100,00       |
| Abstentions    | Abstentions                | Abstentions    | 3 871        | 39,91        |
| Votants        | Votants                    | Votants        | 5 829        | 60,09        |
| Blancs et nuls | Blancs et nuls             | Blancs et nuls | 243          | 4,17         |
| Exprimés       | Exprimés                   | Exprimés       | 5 586        | 95,83        |

### Canton de Montlhéry
- Conseiller général sortant dans le canton de Montlhéry : Maurice Picard (DVD)
- Conseiller général élu dans le canton de Montlhéry : François Pelletant (DVD)

| Candidats      | Candidats              | Étiquette      | Premier tour | Premier tour | Second tour | Second tour |
| Candidats      | Candidats              | Étiquette      | Voix         | %            | Voix        | %           |
| -------------- | ---------------------- | -------------- | ------------ | ------------ | ----------- | ----------- |
|                | François Pelletant     | DVD            | 2 715        | 24,71        | 5 340       | 54,04       |
|                | Éric Cochard           | PS             | 2 692        | 24,50        | 4 542       | 45,96       |
|                | M. Bault               | FN             | 1 633        | 14,86        |             |             |
|                | Michel Spiral          | DVD            | 1 376        | 12,52        |             |             |
|                | Jean-Jacques Scherchen | RPR            | 977          | 8,89         |             |             |
|                | Françoise Goissede     | PCF            | 492          | 4,48         |             |             |
|                | Roland Mérieux         | EXG            | 513          | 4,67         |             |             |
|                | Marcel Prioul          | MDC            | 485          | 4,41         |             |             |
|                | M. Arignon             | EXD            | 105          | 0,96         |             |             |
|                |                        |                |              |              |             |             |
| Inscrits       | Inscrits               | Inscrits       | 19 894       | 100,00       | 19 894      | 100,00      |
| Abstentions    | Abstentions            | Abstentions    | 8 430        | 42,37        | 9 352       | 47,01       |
| Votants        | Votants                | Votants        | 11 464       | 57,63        | 10 542      | 52,99       |
| Blancs et nuls | Blancs et nuls         | Blancs et nuls | 476          | 4,15         | 660         | 6,26        |
| Exprimés       | Exprimés               | Exprimés       | 10 988       | 95,85        | 9 882       | 93,74       |

### Canton de Morsang-sur-Orge
- Conseiller général sortant dans le canton de Morsang-sur-Orge : Antoine Charrin (UDF)
- Conseiller général élu dans le canton de Morsang-sur-Orge : Marjolaine Rauze (PCF)

| Candidats      | Candidats         | Étiquette      | Premier tour | Premier tour | Second tour | Second tour |
| Candidats      | Candidats         | Étiquette      | Voix         | %            | Voix        | %           |
| -------------- | ----------------- | -------------- | ------------ | ------------ | ----------- | ----------- |
|                | Marjolaine Rauze  | PCF            | 2 938        | 37,25        | 4 763       | 67,60       |
|                | René Delmas       | FN             | 1 347        | 17,08        | 2 283       | 32,40       |
|                | Marie Maliszewski | DVD            | 1 090        | 13,82        |             |             |
|                | Roland Bedel      | PS             | 1 067        | 13,53        |             |             |
|                | Antoine Charrin   | UDF            | 767          | 9,72         |             |             |
|                | Marie Vincent     | EXG            | 364          | 4,62         |             |             |
|                | Francis Diener    | MDC            | 195          | 2,47         |             |             |
|                | Marie Chocq       | DVD            | 119          | 1,51         |             |             |
|                |                   |                |              |              |             |             |
| Inscrits       | Inscrits          | Inscrits       | 14 860       | 100,00       | 14 860      | 100,00      |
| Abstentions    | Abstentions       | Abstentions    | 6 686        | 44,99        | 7 126       | 47,95       |
| Votants        | Votants           | Votants        | 8 174        | 55,01        | 7 734       | 52,05       |
| Blancs et nuls | Blancs et nuls    | Blancs et nuls | 287          | 3,51         | 688         | 8,90        |
| Exprimés       | Exprimés          | Exprimés       | 7 887        | 96,49        | 7 046       | 91,10       |

### Canton d'Orsay
- Conseiller général sortant dans le canton d'Orsay : Alain Holler (DVD)
- Conseiller général élu dans le canton d’Orsay : Françoise Parcollet (PS)

| Candidats      | Candidats            | Étiquette      | Premier tour | Premier tour | Second tour | Second tour |
| Candidats      | Candidats            | Étiquette      | Voix         | %            | Voix        | %           |
| -------------- | -------------------- | -------------- | ------------ | ------------ | ----------- | ----------- |
|                | Alain Holler         | DVD            | 3 263        | 32,83        | 4 123       | 45,94       |
|                | Françoise Parcollet  | PS             | 1 960        | 19,72        | 4 851       | 54,06       |
|                | Philippe Janin       | EXG            | 1 815        | 18,26        | Retrait     | Retrait     |
|                | Jean Lyssandre       | FN             | 938          | 9,44         |             |             |
|                | Jean-Bernard Gramunt | Verts          | 822          | 8,27         |             |             |
|                | Claude Schuhl        | PCF            | 666          | 6,70         |             |             |
|                | Marie Foucher        | MDC            | 475          | 4,78         |             |             |
|                |                      |                |              |              |             |             |
| Inscrits       | Inscrits             | Inscrits       | 16 721       | 100,00       | 16 721      | 100,00      |
| Abstentions    | Abstentions          | Abstentions    | 6 521        | 39,00        | 7 403       | 44,27       |
| Votants        | Votants              | Votants        | 10 200       | 61,00        | 9 318       | 55,73       |
| Blancs et nuls | Blancs et nuls       | Blancs et nuls | 261          | 2,56         | 344         | 3,69        |
| Exprimés       | Exprimés             | Exprimés       | 9 939        | 97,44        | 8 974       | 96,31       |

### Canton de Sainte-Geneviève-des-Bois
- Conseiller général sortant dans le canton de Sainte-Geneviève-des-Bois : Pierre Champion (DVG)
- Conseiller général élu dans le canton de Sainte-Geneviève-des-Bois : Pierre Champion (DVG)

|                | Pierre Champion | DVG            | 5 820  | 55,82  |  |  |
|                | André Lamy      | FN             | 1 794  | 17,21  |  |  |
|                | Franck Picon    | UDF            | 1 623  | 15,57  |  |  |
|                | Henri Prévot    | DVD            | 1 189  | 11,40  |  |  |
|                |                 |                |        |        |  |  |
| Inscrits       | Inscrits        | Inscrits       | 18 521 | 100,00 |  |  |
| Abstentions    | Abstentions     | Abstentions    | 7 737  | 41,77  |  |  |
| Votants        | Votants         | Votants        | 10 784 | 58,23  |  |  |
| Blancs et nuls | Blancs et nuls  | Blancs et nuls | 358    | 3,32   |  |  |
| Exprimés       | Exprimés        | Exprimés       | 10 426 | 96,68  |  |  |

### Canton de Vigneux-sur-Seine
- Conseiller général sortant dans le canton de Vigneux-sur-Seine : Lucien Lagrange (PCF)
- Conseiller général élu dans le canton de Vigneux-sur-Seine : Lucien Lagrange (PCF)

| Candidats      | Candidats         | Étiquette      | Premier tour | Premier tour | Second tour | Second tour |
| Candidats      | Candidats         | Étiquette      | Voix         | %            | Voix        | %           |
| -------------- | ----------------- | -------------- | ------------ | ------------ | ----------- | ----------- |
|                | Lucien Lagrange   | PCF            | 1 899        | 26,51        | 4 334       | 64,49       |
|                | Patrick Mignon    | FN             | 1 443        | 20,15        | 2 386       | 35,51       |
|                | Jean-Luc Gioanni  | PS             | 1 149        | 16,04        |             |             |
|                | Serge Poinsot     | RPR            | 660          | 9,22         |             |             |
|                | Philippe Thepot   | Verts          | 453          | 6,33         |             |             |
|                | Marie-Anne Jutard | DVD            | 631          | 8,81         |             |             |
|                | Patrick Peschard  | DVD            | 266          | 3,71         |             |             |
|                | Michel Lemarchand | MDC            | 256          | 3,57         |             |             |
|                | Ghyslaine Degrave | GE             | 220          | 3,07         |             |             |
|                | Rolland Besson    | EXG            | 185          | 2,58         |             |             |
|                |                   |                |              |              |             |             |
| Inscrits       | Inscrits          | Inscrits       | 14 019       | 100,00       | 14 019      | 100,00      |
| Abstentions    | Abstentions       | Abstentions    | 6 622        | 47,24        | 6 704       | 47,82       |
| Votants        | Votants           | Votants        | 7 397        | 52,76        | 7 315       | 52,18       |
| Blancs et nuls | Blancs et nuls    | Blancs et nuls | 235          | 3,18         | 595         | 8,13        |
| Exprimés       | Exprimés          | Exprimés       | 7 162        | 90,24        | 6 720       | 91,87       |

## Pour approfondir